# Dungkar Lobsang Trinley
Dungkar Lobsang Trinley (tibétain : དུང་དཀར་བློ་བཟང་འཕྲིན་ལས་, Wylie : Dung-dkar blo-bzang 'phrin-las, parfois translittéré Dungkar Lobsang Trinlay, 1927 - 21 juillet 1997) fut l'un des plus importants historiens tibétains du XXe siècle.
Il a été professeur à l'université du Tibet où il occupait la chaire d'histoire depuis 1984.

## Biographie
Il est né dans le Kongpo.
À l'âge de quatre ans, il fut reconnu comme réincarnation et 8e Dungdkar Rinpoché par Thubten Gyatso, 13e dalaï-lama alors au monastère de Doungkar. Dungkar Lobsang Trinley a été le responsable du monastère de Doungkar.
Il a quitté la vie monastique après avoir obtenu un diplôme de guéshé au monastère de Séra. Au moment du soulèvement tibétain de 1959, il était enseignant, loin du Tibet.
Il enseigna dès les années 1950 à l'université centrale des minorités (中央民族大学) à Pékin, s'y familiarisant avec le marxisme.
Il a renoncé à ses vœux et se maria, mais ne put échapper à la dénonciation, et pendant la révolution culturelle, il a travaillé comme ouvrier dans les champs.
Il a passé 9 ans au camp de travail de Toelung, près de Lhassa, pendant lesquels il a participé à creuser des canalisations et à la construction de petites unités de production électrique.
Après sa réhabilitation, il est retourné à Pékin, s'est remarié et a travaillé à l'institut des minorités de Pékin, où il a écrit Snyan ngag la 'jug tshul tshig rgyan rig pa'i sgo 'byed (« Ouvrir la porte à l'étude de ornements pour écrire la poésie », 1982).
Après la révolution culturelle, il fut nommé aux plus hauts postes offerts aux universitaires tibétains, et a été nommé membre de la commission consultative populaire des Affaires politiques.
Dans le milieu des années 1980 il est retourné à Lhassa et a enseigné l'histoire à l'université, promouvant la cause de l'éducation bilingue.
En 1987, il reçut officiellement le titre d'« expert de niveau national ayant contribué au progrès de la science »
En 1995, lors du conflit à propos de la réincarnation du panchen-lama, Dungkar n'avait pas pris position contre le 14e dalaï-lama.
En 1996, il refusa de participer à une grande campagne de rééducation.
L’attitude des officiels s’est durcis à l'encontre du Tibet et au moment de sa mort à Los Angeles, aux États-Unis, où il a été autorisé à rechercher  trois mois plus tôt un traitement médical pour un cancer, il était en disgrâce auprès des autorités.
Il s'était aliéné certains exilés tibétains en décidant d'écrire sur le Tibet d'un point de vue marxiste.
On se souvient de l'ouvrage de référence monumental, Dung dkar tshig mdzod ("Encyclopédie de Dungkar" ou "Grand dictionnaire théologique", ou " Encyclopédie de la conque blanche"), réimprimé en 2002, et Bod-kyi Chos Srid Zung-'brel Skor Bshad-pa  ("Alliance de la politique religieuse et séculaire au Tibet", 1981 /3), une histoire religieuse soulignant les aspects politiques et sociologiques, traduit en anglais en 1991 par Chen Guansheng. Ce dernière ouvrage, publié au Tibet, a été réédité par le gouvernement tibétain en exil.
Dungkar était devenu l’objet de critiques sévères des autorités avant sa mort en raison de son opposition aux politiques d'éducation favorisant l'assimilation culturelle des Tibétains à la Chine.
Quelques jours avant sa mort, le secrétaire du Parti communiste au Tibet Chen Kuiyuan a fustigé, sans le nommer, les historiens de l'université comme des quasi-séparatistes pour œuvrer afin que la religion soit inclus dans l'enseignement collégial.
Fin 1993, Dungkar s’est courageusement prononcé contre le changement de politique de Pékin en 1992 réduisant l'autonomie du Tibet dans les affaires culturelles.
Ainsi, en 1992, Dungkar Lobsang Trinley, déclara : « Bien que le tibétain soit décrété première langue en usage dans tous les bureaux du gouvernement et les réunions publiques ainsi que pour la correspondance officielle, c’est le chinois qui sert partout de langue de travail », ajoutant : « De cela (l’usage du tibétain) dépendent tout notre espoir en l’avenir ainsi que dans toutes les autres formes de développement : identité culturelle et protection de notre héritage. Sans des gens instruits dans tous les domaines, et qui soient capables de s’exprimer dans leur propre langue, les Tibétains courent le danger d’être assimilés. Nous avons atteint ce point ».